# Astérix (jeu vidéo, 1991)
Pour les articles homonymes, voir Astérix (homonymie) et Astérix (série de jeux vidéo).
Astérix est un jeu vidéo de plates-formes développé par Sega CS et édité par Sega Europe, sorti en 1991 sur Master System.

## Synopsis
Nous sommes en l'an 50 av. J.-C. Toute la Gaule est occupée par les Romains. Enfin presque. Un petit village continue de défier les forces de l'occupant. Ses habitants sont protégés par une potion qui les rend invincibles. Cette potion est préparée par Panoramix.
Sachant que sans la potion, le village était vulnérable, César a décidé de faire enlever le druide par ses fidèles légionnaires. 
Les réserves de potion s'amenuisant et la paix du village étant en jeu, Abraracourcix demande aux deux habitants les plus forts et courageux, Astérix et Obélix, d'accomplir la périlleuse mission de sauver le druide et de le ramener au village.

## Crédits
- Planner: Tomozou
- Sub Planner: Taku.S, Kyuzou
- Programmation principale: Taku.S
- Programmation secondaire: Com.Blue, Siva, Wariyuri
- Artistes: Kyuzou, Cyouko, Kudor.Yo
- Musique: Takayuki Nakamura
- Édition des niveaux: Asohy, Yoshio, K.O.B, Tomozou
- Remerciements: Bob, Cyouga, Naisugai, Tomarin